# C'è tutto un mondo intorno/Per amare cosa vuoi
C'è tutto un mondo intorno/Per amare cosa vuoi è il decimo singolo dei Matia Bazar, pubblicato nel 1979 dalla Ariston (catalogo AR 00875) ed estratto dall'album Tournée (1979).

## Il disco
Rimane nella classifica dei singoli più venduti in Italia tra la fine del 1979 e l'inizio del 1980, raggiungendo la 6ª posizione della hit parade settimanale e risultando fra i primi 60 del 1980.

### C'è tutto un mondo intorno
C'è tutto un mondo intorno, presente sul lato A del disco, è il brano pubblicato anche come traccia di apertura dell'EP e della raccolta, entrambi omonimi.

### Per amare cosa vuoi
Per amare cosa vuoi, presente sul lato B del disco, è il brano pubblicato anche come traccia di chiusura della raccolta Solo tu (1987).

## Tracce
Musiche di Antonella Ruggiero, Carlo Marrale e Piero Cassano; testi di Giancarlo Golzi e Aldo Stellita, 
Lato A
1. C'è tutto un mondo intorno – 4:22

Lato B
1. Per amare cosa vuoi – 3:36

## Formazione
- Antonella Ruggiero - voce solista, percussioni
- Piero Cassano - tastiere, voce
- Carlo Marrale - chitarra, voce
- Aldo Stellita - basso
- Giancarlo Golzi - batteria

## Classifiche
| Classifica (1979) | Posizione raggiunta |
| ----------------- | ------------------- |
| Italia            | 29                  |